# Re bemolle maggiore

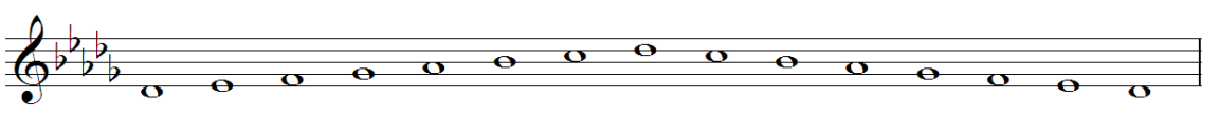
Per la scala musicale del re bemolle maggiore, si hanno: Re♭, Mi♭, Fa, Sol♭, La♭, Si♭, Do, Re♭ (parte ascendente).

La tonalità di Re bemolle maggiore (D-flat major, Des-Dur) è incentrata sulla nota tonica re bemolle. Può essere abbreviata in Re♭M oppure in D♭ secondo il sistema anglosassone.

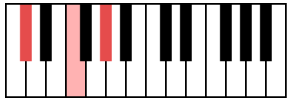
L'accordo di re bemolle maggiore (triade) è composto da Re♭, Fa, La♭.

 L'armatura di chiave è la seguente (cinque bemolli):
```

Alterazioni
 (da sinistra a destra): 
si♭, mi♭, la♭, re♭, sol♭.
```

Questa rappresentazione sul pentagramma coincide con quella della tonalità relativa si bemolle minore.